# Rising City (Nebraska)
Rising City es una villa ubicada en el condado de Butler en el estado estadounidense de Nebraska. En el Censo de 2020 tenía una población de 356 habitantes y una densidad poblacional de 378,72 personas por km².

## Geografía
Rising City se encuentra ubicada en las coordenadas 41°11′53″N 97°17′50″O / 41.19806, -97.29722. Según la Oficina del Censo de los Estados Unidos, Rising City tiene una superficie total de 0.94 km², de la cual 0.94 km² corresponden a tierra firme y (0.27%) 0 km² es agua.

## Demografía
Según el censo de 2010, había 374 personas residiendo en Rising City. La densidad de población era de 396,71 hab./km². De los 374 habitantes, Rising City estaba compuesto por el 97,59% blancos, el 0% eran afroamericanos, el 0% eran amerindios, el 0% eran asiáticos, el 0% eran isleños del Pacífico, el 1,34% eran de otras razas y el 1,07% pertenecían a dos o más razas. Del total de la población el 3,21% eran hispanos o latinos de cualquier raza.